# Assemblée constituante de Genève
Pour les articles homonymes, voir Assemblée constituante.
L'Assemblée constituante de Genève est une assemblée élue le 19 octobre 2008, chargée de rédiger une nouvelle constitution pour le canton de Genève. À l'issue de ses travaux, le texte soumis en votation le 14 octobre 2012 est accepté par 54,1 % des électeurs. La nouvelle constitution genevoise entre en vigueur le 1er juin 2013.

## Composition de l'Assemblée constituante
| Nombre de sièges         | 80              |
| Élection                 | 19 octobre 2008 |
| Début de l'Assemblée     | 2008            |
| Corps électoral          | 234 439         |
| Suffrages exprimés       | 77 208          |
| Participation électorale | 32,93 %         |

Listes sans sièges: PIC-VERT, Proposition.ch, Femmes engagées, Halte aux déficits, Expression Citoyenne, Démocratie et Progrès.